# HK Triglav Predanovci
Der Hockey Club Triglav Predanovci ist ein im Jahre 1991 gegründeter slowenischer Hockeyclub aus dem 200-Einwohnerdorf Predanovci in der Region Prekmurje. Seit 1992 ist er Teil des Sports Club Predanovci Triglav. Den einzigen nationalen Feld-Titel bei den Herren errang der in gelben Trikots und grünen Hosen spielende Verein 2001. Davor gewann das Team sechs nationale Pokalsiege. Außerdem ist der HK Triglav vierfacher slowenischer Hallenmeister bei den Herren. Der Club war 1995 der erste slowenische Vertreter bei den europäischen Wettbewerben. 2012 wurden die Herren vor eigenem Publikum Sieger in der Euro Hockey Challenge IV, der sechsten und untersten Stufe der europäischen Clubwettbewerbe. 
Seit seiner Gründung hat der Verein eine Damenmannschaft, die lange Zeit die einzige in Slowenien existierende war, und sich im Ausland um Spielpartner umschauen musste. 1996 debütierte das Team beim Europapokal und nahm an der Eurohockey Club Champions Challenge im italienischen Bra teil. Ein Jahr später organisierte Predanovci den gleichen Wettbewerb selbst und wurde damit der erste Club in Slowenien, der ein Europapokalturnier ausrichtete. Als der HK Moravske in der Saison 1999/2000 eine Damenmannschaft gründete, bekam Triglav Predanovci endlich Konkurrenz in Slowenien.

## Erfolge
Herren
- Euro Hockey Challenge IV: 2012
- Slowenischer Meister: 2001
- Slowenischer Pokalsieger: 1992, 1993, 1995, 1996, 1998, 1999
- Slowenischer Hallenmeister: 1994, 1996, 2000, 2012

Damen
- Slowenischer Meister: 2000, 2001, 2003, 2004, 2005, 2010, 2012
- Slowenischer Pokalsieger: 2002, 2003, 2005, 2006, 2009
- Slowenischer Hallenmeister: 2002, 2003, 2004, 2005, 2006, 2008, 2010, 2012, 2013